# مدمن (فلم)
مُدمن (بالإنجليزية: Addicted), فِيلم درامي وَمُثير وإستفزازي أمريكي مُقتبس مِن إحدى روايات الكاتبة الأمريكية زِين (بالإنجليزية: Zane) يتحدث حول مَخاطر الرغبة والطيش، وهو مِن إخراج بيلي وودروف وإنتاج بول هول وَبطولة شارون ليال وبوريس كودجو وويليام ليفي وتايسون بيكفورد وإصدار 10 أكتوبر من عام 2014.

## قصة الفيلم
يَتكلم الفِيلم عَن سيدة أعمال ناجِحة تُدعى زوي رينارد (شارون ليال) التي لَديها زوج مُحب (بوريس كودجو) وثلاثة أطفال رائعين وبيت جَميل وعائلة سَعيدة ومِهنة مُزدهرة لِذا تَبدو حياتها مِن الخارج مثالية إلا أنها عكس ذلِك تماماً, حيثُ أنها تُعاني من إدمان الجنس وزوجها مُنهمك في العمل وتربية الأولاد لِذا يُهملها بِغير قصد منه فتلجأ لخيانة زوجها مع كل رجل تُصادفه وتتورط في علاقات شهوانية وعابرة مَعَهُم، بسبب ذلك تعيش حياة ازدواجية مُهددة تعيسة حيث أنها لا تستطيع الفرار منهُم أو مُقاومتهم وتجد نفسها تتوجه إلى طريق مَحفوف بِالمخاطر لا يُكلفها علاقتها بزوجها فقط بل يُهدد حياتها أيضاً!.

## الأبطال
- شارون ليال بدور زوي رينارد.
- بوريس كودجو بدور زوجها جيسون رينارد.
- ويليام ليفي بدور عشيقها الرسام كوينتين ماثيوز.
- كاترينا غراهام بدور ديَموند.
- تاشا سميث بدور الدكتورة النفسية مارسيلا.
- ماريا هاول بدور والدة زوي نينا.
- تايسون بيكفورد بدور عشيقها كوري.
- غاريت هاينز بدور بيني أحد عشاق زوي.
- Emayatzy Corinealdi بدور صديقة زوي برينا.
- روب روبريخت بدور أحد عشاق زوي.
- Omer Mughal بدور أحد عشاق زوي.

## التصوير
بدأ تصوير الفيلم في نوفمبر عام 2012 في أتلانتا والمناطق المُحيطة بِها.

## الإيرادات
حَقق الفيلم من طرف الجمهور 760000 $ خلال أيام قَليلة من عرضه، على الرغم من أن الفيلم تم عرضه في 846 دار عرض في الولايات المتحدة الأميركية وليس لديه الإعلان من نتاجات هوليوود الشهيرة، ووفقاً لِموقع «Variety.com» أن 82 % من المشاهدين الذين ذهبوا لِمشاهدة الفيلم الذي أبطاله معظمهم من أصول أفريقية أمريكية وويليام ليفي هو اللاتيني الوحيد من بين أبطال الفيلم، كانوا من النساء وفي المجموع، كان 72٪ من المُشاهدين من الأمريكان الأفارقة و15٪ كانوا لاتنيين.

## وصلات خارجية
- مقالات تستعمل روابط فنية بلا صلة مع ويكي بيانات
- صفحة الفيلم في قاعدة بيانات الأفلام على الإنترنت.
- فيلم مُدمن.
- إعلان الفيلم على موقع يوتيوب.
- صفحة الفيلم الرسمية في فيس بوك.